# Cladocroce burapha
Cladocroce burapha är en svampdjursart som beskrevs av Putchakarn, de Weerdt, Sonchaeng och van Soest 2004. Cladocroce burapha ingår i släktet Cladocroce och familjen Chalinidae.
Artens utbredningsområde är Thailand. Inga underarter finns listade i Catalogue of Life.